# Gambrus wadai
Gambrus wadai là một loài tò vò trong họ Ichneumonidae.